# Флаг Черногорска
Флаг городского округа город Черногорск Республики Хакасия Российской Федерации.
Утверждён 30 ноября 2004 года и внесён в Государственный геральдический регистр Российской Федерации с присвоением регистрационного номера 1735.
Является официальным символом муниципального образования город Черногорск.

## Описание
Представляет собой прямоугольное голубое полотнище с отношением ширины к длине 2:3, воспроизводящее фигуры герба: смещённые к древку чёрный с белым контуром камень, от которого расходятся расширяющиеся жёлтые лучи, и расположенный вплотную к нижнему углу у свободного края красный равносторонний треугольник, отстоящий от древка по нижнему краю полотнища на 4/9 длины; поверх границы треугольника расположена орнаментальная полоса из красных геральдических лилий, выделенных жёлтыми контурами.

## Обоснование символики
Составлен на основании герба города Черногорска, по правилам и соответствующим традициям геральдики и отражает исторические, культурные, общественные, национальные и другие местные традиции.
На флаге кусок каменного угля, от которого расходятся золотые лучи, показывает первопричину образования города как шахтёрского, молодого (статус города был присвоен в 1936 году), полного жизненной энергии и устремлённого в своём развитии вперёд. Узор из сплетённых геральдических лилий символизирует текстильное производство города.
Красный цвет на флаге символизирует жителей Черногорска — тружеников, огромный вклад которых в экономическое, культурное, духовное развитие своего родного города имеет немаловажное значение. В геральдике красный цвет — символ труда, мужества, красоты, праздника.
Синий цвет флага указывает на расположение города в долине рек Абакана и Енисея, подчёркивая природные богатства, окружающие город. В геральдике синий цвет символизирует честь, верность, искренность, славу.
Жёлтый цвет (золото) символизирует богатство, уважение, интеллект.
Чёрный цвет символизирует мудрость, благоразумие, скромность.